# Vuelta Ciclista del Uruguay 1962
La 19.ª edición de la Vuelta Ciclista del Uruguay se disputó entre el 14 y el 22 de abril de 1962.
La carrera fue ganada por Rúben Etchebarne del Atenas de Mercedes, escoltado en el podio por René Deceja y Walter Moyano del Punta del Este. La escuadra puntaesteña, además de quedarse con la clasificación por equipos se hizo acreedor de la Copa Iriarte, un trofeo de oro donado por la familia de Hugo Iriarte, fallecido dirigente del Club Atlético Policial.

## Etapas
| Etapa | Fecha       | Recorrido                 | km    | Ganador (equipo)                      |
| 1.ª   | 14 de abril | Montevideo-Rocha          | 201,3 | René Pezzatti (Peñarol)               |
| 2.ª   | 15 de abril | Rocha-Treinta y Tres      | 176,7 | Vid Cencic (Punta del Este)           |
| 3.ª   | 16 de abril | Treinta y Tres-Minas      | 179,7 | Juan José Timón (Olimpia)             |
| 4.ª   | 17 de abril | Minas-Florida             | 179,9 | Rodolfo Villanueva (Olimpia)          |
| 5.ª   | 18 de abril | Florida-Trinidad          | 141   | Rodolfo Villanueva (Olimpia)          |
| 6.ª   | 19 de abril | Trinidad-Paysandú         | 187   | Rúben Etchebarne (Atenas de Mercedes) |
| 7.ª   | 20 de abril | Paysandú-Fray Bentos      | 142,5 | Domingo Goncálvez (Peñarol)           |
| 8.ª   | 21 de abril | Mercedes-Nueva Helvecia   | 171,6 | Rúben Etchebarne (Atenas de Mercedes) |
| 9.ª   | 22 de abril | Nueva Helvecia-Montevideo | 171,9 | Walter Lladó (Peñarol)                |

### Clasificación individual
| Pos. | Ciclista         | Equipo             | Tiempo           |
| ---- | ---------------- | ------------------ | ---------------- |
| 1.º  | Rúben Etchebarne | Atenas de Mercedes | 42 h 31 min 08 s |
| 2.º  | René Deceja      | Punta del Este     | a 2 min 03 s     |
| 3.º  | Walter Moyano    | Punta del Este     | a 3 min 48 s     |
| 4.º  | Vid Cencic       | Punta del Este     | a 3 min 54 s     |
| 5.º  | Tomás Correa     | Nacional           | a 4 min 39 s     |
| 6.º  | Ricardo Vázquez  | Nacional           | a 4 min 54 s     |
| 7.º  | René Pezzatti    | Peñarol            | a 6 min 50 s     |
| 8.º  | Héctor Jaureguy  | Audax de Flores    | a 7 min 52 s     |
| 9.º  | Juan José Timón  | Olimpia            | a 8 min 29 s     |
| 10.º | Dardo Sánchez    | Yale de Florida    | a 10 min 26 s    |